# Ius exclusivae

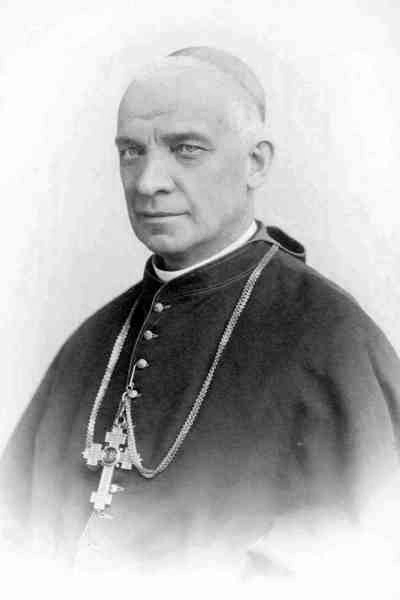
Jan Puzyna de Kosielsko, cardenal de Cracovia, fue el último en ejercer el ius exclusivæ.

Ius exclusivæ (en latín derecho de exclusión; también llamado derecho de veto papal) era el derecho que gozaban diversos monarcas católicos de Europa para vetar a un candidato al papado. 

## Historia
En diferentes momentos el derecho ha sido utilizado por los monarcas franceses, los reyes de España, el emperador del Sacro Imperio Romano Germánico y el emperador de Austria, este último como heredero de los derechos del Sacro Imperio. Estos poderes debían ser dados a conocer en el cónclave papal, a través de un cardenal enviado por dicho monarca, precisando qué candidato a la elección había sido considerado non grato como futuro papa.
Este derecho parece haber sido afirmado durante el siglo XVII. No parece estar relacionado con el derecho ejercido por los emperadores bizantinos y germánicos a confirmar la elección papal, que había sido ejercido por última vez en la Alta Edad Media. 
La monarquía de España, que en este período poseía grandes territorios e influencia en la península italiana, elevó dicha prerrogativa en 1605. En 1644, en el cónclave que eligió al cardenal Giovanni Battista Pamphili como papa Inocencio X, el ius exclusivæ fue ejercido por primera vez, vetando Felipe IV de España la elección del cardenal Sacchetti. El regente de la corona de Francia, Julio Mazarino llegó demasiado tarde a dicho cónclave para presentar el veto francés contra el cardenal Pamphili, que ya había sido elegido. En este período, se elevaron diferentes tratados en defensa de este derecho como una especie de "veto oficioso" de los príncipes católicos hacia el Papado.

## Acciones similares anteriores a 1644
- Cónclave de 1314-16 - el conde de Forez vetó a Arnaud Fournier en nombre de Felipe, conde de Poitiers (futuro Felipe V de Francia)

## Ejemplos del ius exclusivæ ejercidos después de 1644
- Cónclave de 1655 – Giulio Cesare Sacchetti, vetado por Felipe IV de España
- Cónclave de 1669-70 – Benedetto Odeschalchi, vetado por Luis XIV de Francia
- Cónclave de 1700 – Galeazzo Marescotti, vetado por Luis XIV de Francia
- Cónclave de 1721 – Fabrizio Paolucci, vetado por el emperador Carlos VI de Alemania; y Francesco Pignatelli, vetado por Felipe V de España
- Cónclave de 1730 – Giuseppe Renato Imperiali, vetado por Felipe V de España
- Cónclave de 1740 – Pier Marcellino Corradini, vetado por Felipe V de España
- Cónclave de 1758 – Carlo Alberto Guidoboni Cavalchini, vetado por Luis XV de Francia
- Cónclave de 1774-75 - Giovanni Carlo Boschi, vetado por las cortes borbónicas de España y Francia.
- Cónclave de 1823 – Antonio Gabriele Severoli vetado por Francisco I de Austria
- Cónclave de 1830-1831 – Giacomo Giustiniani, vetado por Fernando VII de España
- Cónclave de 1903 – Mariano Rampolla, vetado por Francisco José I de Austria-Hungría

## Actitud papal hacia el ius exclusivæ
Este derecho nunca fue formalmente reconocido por el papado, aunque los diferentes cónclaves han considerado conveniente reconocer las objeciones contra ciertos cardenales papables (los considerados como más fuertes candidatos al papado), y aceptar las interferencias seculares como un abuso inevitable de monarcas europeos católicos con gran  influencia política, capaces de afectar los intereses de los Estados Pontificios. Por la bula In eligendis del 9 de octubre de 1562 el papa Pío IV ordenó a los cardenales elegir papa sin deferencia a poder secular alguno. La Bula Æterni Patris Filius del 15 de noviembre de 1621 prohibía a los cardenales conspirar para la exclusión de candidato alguno al Papado, aunque estos pronunciamientos no condenaban específicamente el derecho de ius exclusivæ. En la Constitución In hac sublimi del 23 de agosto de 1871 Pío IX prohibía cualquier tipo de interferencia secular en la elección papal, aunque de nuevo sin mencionar al derecho que se atribuían ciertos reyes. 
El ejercicio más reciente de este derecho ocurrió en el cónclave de 1903 para la exclusión del cardenal Rampolla, que estaba a punto de ser elegido pero fue vetado por el emperador austrohúngaro Francisco José I debido a motivos políticos. Tal veto fue deplorado por el cónclave que sin embargo eligió al cardenal Giuseppe Sarto, quien asumió el Papado con el nombre de Pío X y que poco después prohibió completamente el ius exclusivæ en la Constitución Commissum Nobis del 20 de enero de 1904.
Conforme a la Constitución Commissum Nobis a los cardenales reunidos en cónclave les fue impuesto el siguiente juramento: 

«No aceptaremos, nunca, bajo ningún pretexto, por parte de ningún poder civil, sea cual fuere, el despacho de proponer veto de exclusión, incluso bajo la forma de un mero deseo… y no dejaremos posibilidad a la intervención o intercesión, ni en cualquier otro método, por el cual poderes laicos de ningún grado u orden, intervinieren en la elección del pontífice»

Ningún gobierno ha intentado ejercer el derecho de vetar papables desde 1903. Diversos jefes de Estado mantienen sin embargo fuertes intereses en la elección papal, dada la influencia mundial de la Santa Sede romana. Aunque no es imposible que poderes seculares pudieran influir en el cónclave, las regulaciones actuales del mismo minimizan dichas posibilidades, además de impedir por completo la presentación de "vetos" seculares en esta elección.